# Resolució 686 del Consell de Seguretat de les Nacions Unides
La Resolució 686 del Consell de Seguretat de les Nacions Unides, adoptada el 2 de març de 1991 després de reafirmar les resolucions 660, 661, 662, 664, 665, 666, 667, 669, 670, 674, 677 i 678 (totes de 1990), el Consell va observar la suspensió d'operacions ofensives contra Iraq.
La resolució continuava exigint-li a l'Iraq que implementés les dotze resolucions, igual que revoqués les mesures preses referents a l'annexió de Kuwait, a acceptar immediatament la seva responsabilitat sota el dret internacional pels danys, els perjudicis o les lesions sofertes per Kuwait com a resultat de la invasió i ocupació de Kuwait per l'Iraq, a deixar en llibertat o lliurar les restes de tots els nacionals kuwaitians i estrangers i de restituir immediatament tots els béns kuwaitians confiscats per l'Iraq.
La resolució 686 també exigia que l'Iraq:
(a) acabés els actes hostils o de provocació de les seves forces contra tots els Estats membres, inclosos els atacs de míssils i els vols d'aeronaus de combat;
(b) acordés un alto el foc a la brevetat possible designant comandants militars perquè es reunissin amb els seus homòlegs estrangers;
(c) acordés l'alliberament i l'accés immediat de tots els presoners de guerra amb els auspicis de la Creu Roja;
(d) proporcionar tota la informació i assistència per identificar les mines, els paranys explosius i altres explosius iraquians, com les armes i materials químics i biològics tant a terra com per mar.
Finalment, el Consell li va demanar als Estats membres, així com a les Nacions Unides, els organismes especialitzats i altres organitzacions internacionals que cooperessin amb el govern de Kuwait en la reconstrucció del seu país, decidint que l'Iraq notifiqués al Secretari General i al Consell de Seguretat una vegada que hagi adoptat les mesures establertes en la resolució.
La resolució 686 va ser aprovada per 11 vots contra 1 (Cuba) i tres abstencions de la República Popular de la Xina, Índia i el Iemen.
l'Iraq després va realitzar concessions el 5 de març relacionades a la resolució, inclods la derogació de lleis i regulacions iraquianes a Kuwait.